# The Rains Came
The Rains Came is een Amerikaanse avonturenfilm uit 1939 onder regie van Clarence Brown. Het scenario is gebaseerd op de gelijknamige roman uit 1937 van de Amerikaanse auteur Louis Bromfield. Destijds werd de film in Nederland uitgebracht onder de titel De regen kwam.

## Verhaal
Tom Randsome staat algemeen bekend als rokkenjager. Hij heeft de afgelopen jaren doorgebracht in India. Zijn reputatie wekt de belangstelling van Fern Simon, de dochter van een Amerikaanse missionaris. Tom is eerst niet geïnteresseerd in haar. Tijdens een feestje in het paleis van de maharadja loopt Tom zijn ex-vriendin Edwina tegen het lijf. Ze is inmiddels getrouwd met de rijke lord Esketh. Tom beseft dat zij even oppervlakkig is als hijzelf. Hij is dus ongerust als Edwina zijn vriend Rama Safti probeert te verleiden. De jonge Indiase arts bezwijkt echter niet voor haar charmes. Bij het begin van het regenseizoen wordt Tom toch verliefd op Fern. Wanneer er een stuwdam breekt door een aardbeving, wordt de streek getroffen door een vloedgolf. Lord Esketh overlijdt door de overstromingen. Er breekt een epidemie uit, die door dokter Safti wordt bestreden met de hulp van Edwina. Hij is onder de indruk van haar onbaatzuchtigheid, maar Edwina sterft zelf aan de epidemie. Tom en Fern trouwen uiteindelijk met elkaar.

## Rolverdeling
| Acteur             | Personage            |
| ------------------ | -------------------- |
| Myrna Loy          | Edwina Esketh        |
| Tyrone Power       | Rama Safti           |
| George Brent       | Tom Ransome          |
| Brenda Joyce       | Fern Simon           |
| Nigel Bruce        | Albert Esketh        |
| Maria Ouspenskaya  | Maharani             |
| Joseph Schildkraut | Mijnheer Bannerjee   |
| Mary Nash          | Juffrouw MacDaid     |
| Jane Darwell       | Tante Phoebe         |
| Marjorie Rambeau   | Mevrouw Simon        |
| Henry Travers      | Homer Smiley         |
| H.B. Warner        | Maharadja            |
| Laura Hope Crews   | Lily Hoggett-Egburry |
| William Royle      | Raschid Ali Khan     |
| C. Montague Shaw   | Generaal Keith       |
| Harry Hayden       | Elmer Simon          |
| Herbert Evans      | Bates                |
| Abner Biberman     | John                 |
| Mara Alexander     | Mevrouw Bannerjee    |
| William Edmunds    | Mijnheer Das         |

## Prijzen en nominaties
| Jaar | Prijs  | Categorie               | Genomineerde(n)                  | Uitslag     |
| ---- | ------ | ----------------------- | -------------------------------- | ----------- |
| 1940 | Oscars | Beste speciale effecten | Fred Sersen Edmund H. Hansen     | Gewonnen    |
| 1940 | Oscars | Beste camerawerk        | Arthur C. Miller                 | Genomineerd |
| 1940 | Oscars | Beste productieontwerp  | William S. Darling George Dudley | Genomineerd |
| 1940 | Oscars | Beste geluid            | Edmund H. Hansen                 | Genomineerd |
| 1940 | Oscars | Beste montage           | Barbara McLean                   | Genomineerd |
| 1940 | Oscars | Beste filmmuziek        | Alfred Newman                    | Genomineerd |